# مارتینز ایمهانگبه
مارتینز ایسوکن ایمهانگبه (انگلیسی: Martins Isoken Imhangbe؛ زادهٔ ۷ ژوئیه ۱۹۹۱) بازیگر بریتانیایی–نیجریه‌ای است. او فعالیت حرفه‌ای خود را در تئاتر آغاز کرد و برای بازی خود در نمایش ریچارد دوم در سال ۲۰۱۸، نامزد جایزه ایان چارلسون شد. از سال ۲۰۲۰، وی نقش ویل موندریچ را در مجموعه نتفلیکس، بریجرتون ایفا می‌کند.

## اوایل زندگی
ایمهانگبه اهل ایالت ادو، نیجریه است. او از سن ۲ تا ۷ سالگی در یونان زندگی کرده و به زبان یونانی مسلط بود. خانواده‌اش سپس به جنوب شرقی لندن نقل مکان کردند. او در کالج لویشام مدرک بی‌تی‌ئی‌سی در رشته هنرهای نمایشی را دریافت کرد. ایمهانگبه برای ورود به مدرسه درام آزمون داد، اما ابتدا پذیرفته نشد و به جای آن در کالج ساوت‌پارک رشته تئاتر فنی را دنبال کرد. او بعدها دوباره آزمون داد و وارد مدرسه مرکزی سلطنتی گفتار و نمایش شد و در سال ۲۰۱۳ فارغ‌التحصیل گردید.